# 勒扎夫奇克
49°18′11″N 36°12′12″E / 49.30306°N 36.20333°E
勒扎夫奇克（烏克蘭語：Ржавчик）是位於烏克蘭東部的村莊，由哈爾科夫州洛佐瓦區的五一城市鎮負責管轄。該村始建於1950年，面積1.9平方公里，海拔高度157米，2001年人口831，人口密度每平方公里438.3人。